# Liste des édifices labellisés « Patrimoine du XXe siècle » de la Nièvre
Cet article recense les monuments historiques protégés au titre du Patrimoine du XXe siècle du département de la Nièvre, en France.

## Liste
Au 31 décembre 2014, la Nièvre compte quatre immeubles protégés du patrimoine du XXe siècle.
| Monument                                 | Commune                | Adresse                             | Coordonnées                      | Notice         | Protection | Date | Illustration                             |
| ---------------------------------------- | ---------------------- | ----------------------------------- | -------------------------------- | -------------- | ---------- | ---- | ---------------------------------------- |
| Église Notre-Dame-de-Bethléem de Clamecy | Clamecy                | faubourg de Béthléem, route d'Armes | 47° 27′ 34″ nord, 3° 31′ 26″ est | « PA58000015 » | Inscrit    | 2000 | Église Notre-Dame-de-Bethléem de Clamecy |
| Cinéma Éden                              | Cosne-Cours-sur-Loire  | 2 rue Saint-Aignan                  | 47° 24′ 36″ nord, 2° 55′ 26″ est | « PA58000013 » | Inscrit    | 1999 | Cinéma Éden                              |
| Église Sainte-Bernadette du Banlay       | Nevers                 | 23 rue du Banlay                    | 47° 00′ 10″ nord, 3° 09′ 26″ est | « PA58000016 » | Inscrit    | 2000 | Image manquante Téléverser               |
| Monument aux morts de la Nièvre          | Nevers                 | Place Carnot Parc Salengro          | 46° 59′ 21″ nord, 3° 09′ 24″ est | « PA58000045 » | Inscrit    | 2016 | Image manquante Téléverser               |
| Monument aux morts                       | Pougues-les-Eaux       | 21 rue du Docteur-Faucher           | 47° 04′ 22″ nord, 3° 06′ 03″ est | « PA58000046 » | Inscrit    | 2016 | Image manquante Téléverser               |
| Château d'eau de Saint-Parize-le-Châtel  | Saint-Parize-le-Châtel |                                     | 46° 51′ 24″ nord, 3° 10′ 15″ est | « PA58000047 » | Inscrit    | 2016 | Château d'eau de Saint-Parize-le-Châtel  |
| Éolienne de Vignol                       | Vignol                 |                                     | 47° 21′ 43″ nord, 3° 40′ 35″ est | « PA58000003 » | Inscrit    | 1996 | Éolienne de Vignol                       |